# Jörgen Fex
Torsten Jan-Jörgen Fex, född 24 mars 1924 i Stockholm, död 15 augusti 2006  i Kensington, Maryland, var en svensk läkare. Han var son till Filip Fex och Tora Garm-Fex.
Efter studentexamen i Söderhamn 1942 blev Fex filosofie kandidat vid Uppsala universitet 1945, medicine kandidat vid Karolinska Institutet i Stockholm 1948, medicine licentiat vid Lunds universitet 1952, underläkare vid neurologiska kliniken vid Lunds lasarett 1952, andre assistent vid neurofysiologiska avdelningen vid medicinska Nobelinstitutet 1956 och förste assistent där 1958. Han blev medicine doktor och docent vid Karolinska institutet 1962. Han var sekreterare i Medicinska föreningen i Stockholm 1948–49 och författade skrifter i neurofysiologi och neurologi. År 1964 blev han senior research fellow vid John Curtin School of Medical Research i Canberra, AU och två år senare flyttade han till National Institutes of Health i Bethesda, Maryland, US. Efter en period som professor i anatomi and fysiologi vid Indiana University återvände han till National Institutes of Health och arbetade som chief of the Laboratory of Otolaryngology vid National Institute of Neurological Disorders and Stroke (NINDS). 1988 blev han acting scientific director at the National Institute on Deafness and Other Communication Disorders (NIDCD). Jörgen Fex pensionerades vid 76 års ålder men fortsatte som redigerare av vetenskapliga publikationer för NIH.